# Oclusiva alveolar sonora
La consonant oclusiva alveolar sonora és un so que es transcriu [d] en l'AFI.

## Característiques
- És una consonant oral, perquè l'aire surt dels pulmons cap a la boca.

- El mode d'articulació és una consonant oclusiva perquè el contacte entre la llengua i els alvèols produeix una interrupció total del pas de l'aire.

- És un so sonor, perquè hi ha vibració de les cordes vocals.

## En català
El català posseïx aquest fonema però la seva pronunciació és dental, és a dir, la llengua s'avança una mica respecte al que marca l'AFI (com passa a moltes altres llengües romàniques). No obstant això, en les transcripcions fonològiques es posa el mateix símbol [d] sense el signe diacrític de dentalització ([d̪]) puix que l'oposició entre [d̪] i [d] no és pertinent en català. Quan s'és estricte, s'ha d'afegir [^] a sota la lletra. El grafema que representa aquest fonema és la lletra D, i a vegades la T quan va seguida d'una consonant sonora: ètnia ['ɛdniə].